# Caja china

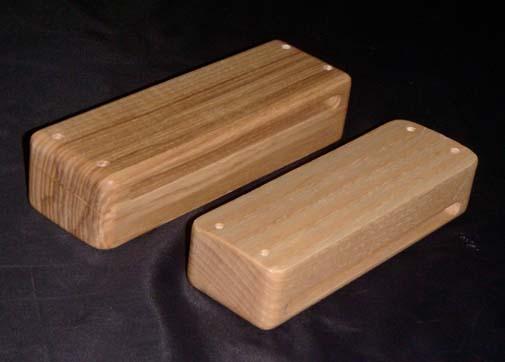
Caja china rectangular.

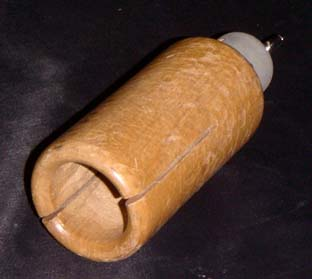
Caja china cilíndrica.

La caja china o bloque es un instrumento musical de percusión de la familia de los idiófonos. En la orquesta, la caja china es un instrumento agrupado dentro del subgrupo de pequeña percusión.
Comúnmente, se trata de un bloque de madera rectangular y hueco (con una forma similar a la de un lingote). Consiste en un pequeño bloque de madera dura, plano y rectangular, y vaciado a lo largo de medio centímetro en el lado, hacia la parte alta. Esta ranura sirve como caja de resonancia. Este instrumento se percute mediante una baqueta dura, de madera o goma, en el centro o en el borde encima de la abertura. Su sonido es brillante y hueco, y su notación es lineal.
Importado de China, fue introducido en Europa con las orquestas de jazz, como accesorio de la batería. Existen en diversos tamaños, lo que permite su utilización en combinación de varias alturas.
Existe otro modelo, cilíndrico y de origen occidental, que está vaciado en el interior y separado, en el medio, por dos ranuras. Este modelo se encuentra en dos tonos: alto y bajo, y se le suele llamar caja china agogó por su apariencia similar a las campanas agogó. Usado tradicionalmente en música popular, en la orquesta se utiliza para ritmos variados, solo o asociado con otros instrumentos. Se toca con una batuta rodeada de una membrana, y le da a la melodía un toque de intriga y enganche.